# Kappl
Kappl é uma comuna no distrito de Landeck, no Tirol, Áustria, localizada a aproximadamente 17 km de Landeck, no vale Paznaun, na fronteira com a Suíça. Com um território de 97 km², é a maior localidade do vale. Sua população é de 2.641 habitantes.

## História
Kappl foi mencionada pela primeira vez em 1370. Sua principal fonte de renda é o turismo (especialmente esqui).